# Czerniec (Łącko)
Czerniec ist eine Ortschaft mit einem Schulzenamt der Gemeinde Łącko im Powiat Nowosądecki der Woiwodschaft Kleinpolen in Polen.

## Geographie
Der Ort liegt am linken Ufer des Dunajec in den südlichen Inselbeskiden. Die Nachbarorte sind Zagorzyn im Norden, Łącko im Osten, Zarzecze im Süden sowie Zabrzeż im Westen.

## Geschichte
Der Ort wurde im Jahr 1280 als Cyrncza erstmals urkundlich erwähnt, als es von Kinga von Polen an die Klarissen in Stary Sącz (Alt Sandez) verliehen wurde. Später folgten die Erwähnungen als Chirnche (1283), Czirncze (1292) und einmalig im Jahr 1323 auf Deutsch als Bramdorf. Der Name ist vom Personennamen Czarnek bzw. Czyrnek mit dem Suffix -ja, später -ec, abgeleitet.
Nach der Ersten Teilung Polens kam Czerniec zum neuen Königreich Galizien und Lodomerien des habsburgischen Kaiserreichs (ab 1804).
1918, nach dem Ende des Ersten Weltkriegs und dem Zusammenbruch der k.u.k. Monarchie, kam Czerniec zu Polen. Unterbrochen wurde dies durch die Besetzung Polens durch die Wehrmacht im Zweiten Weltkrieg, während der es zum  Generalgouvernement gehörte.
Von 1975 bis 1998 gehörte Czerniec zur Woiwodschaft Nowy Sącz.